# برايان بولارد
برايان بولارد (بالإنجليزية: Brian Pollard)‏ (22 مايو 1954 بيورك في المملكة المتحدة - ) هو لاعب كرة قدم بريطاني في مركز جناح ‏. شارك مع منتخب إنجلترا تحت 18 سنة لكرة القدم. أما مع النوادي، فقد لعب مع نادي بلاكبول ونادي تشيسترفيلد ونادي هارتلبول يونايتد ونادي واتفورد ونادي يورك سيتي ونادي سكاربورو وNorth Ferriby United A.F.C. ‏ ونادي مانسفيلد تاون.